# Sophia Carolina Benda
Sophia Carolina Benda (geboren 27. März und getauft 3. April 1787 in Berlin in der Dreifaltigkeitskirche; † 8. Mai 1844 in Karlsruhe) war eine deutsche Schauspielerin und Sängerin. Sie war das älteste, vor der Ehe geborene Kind des Berliner Hofschauspielers und -sängers Carl Ernst Eberhard Benda und seiner Frau Anna Maria Sophia Catharina Abt, somit eine Enkelin des Komponisten Georg Anton Benda.

## Leben

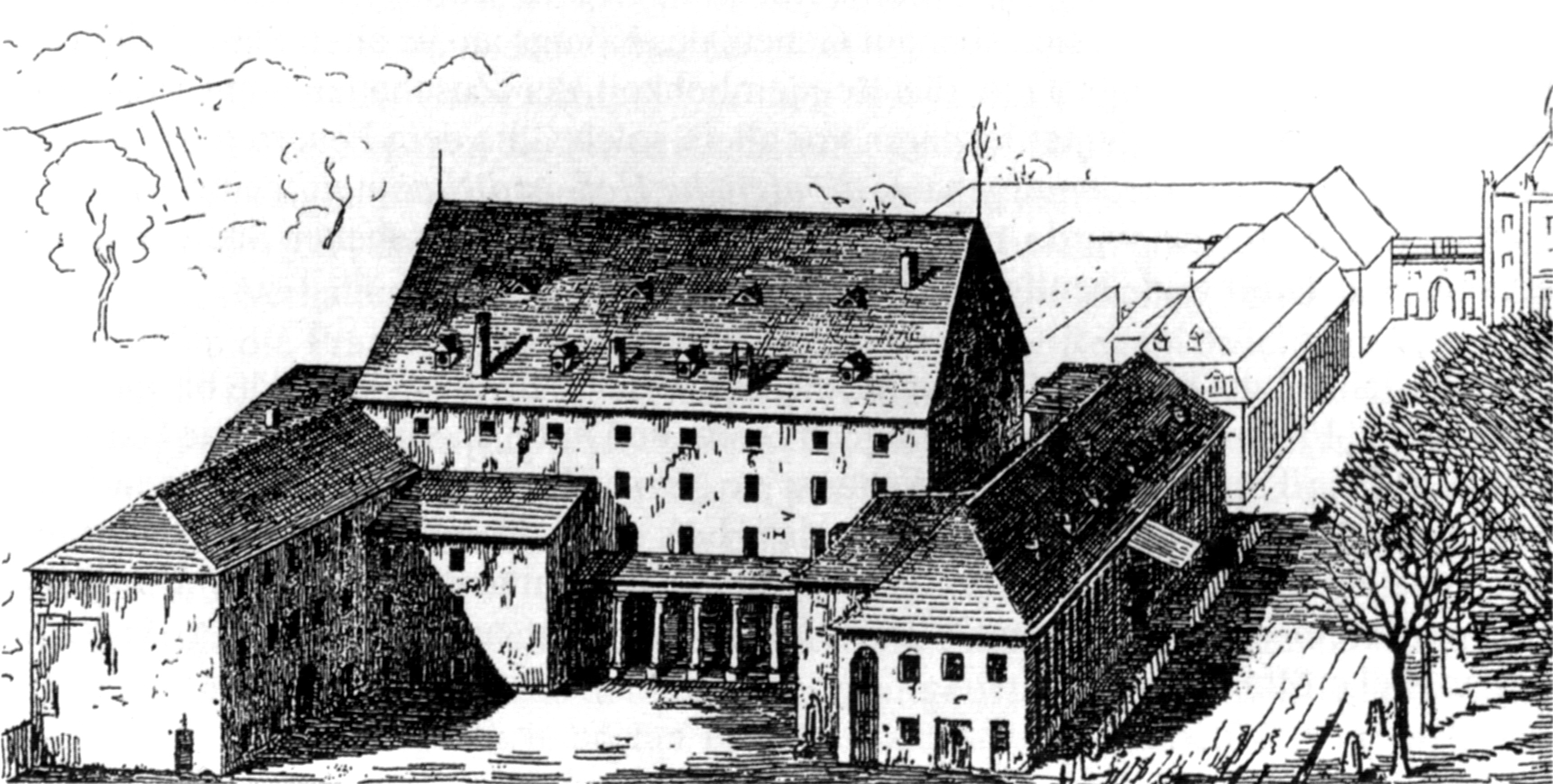
Großherzogliches Hoftheater Karlsruhe von Friedrich Weinbrenner, eröffnet 1808

Sieben Theater-Kollegen und -Kolleginnen ihres Vaters waren die Taufpaten, und so ist es nicht verwunderlich, dass (Sophia) Carolina Benda ab ihrem dritten Lebensjahr auf der Bühne zu sehen war, ebenso wie später ihre Geschwister. Sie und eine ihrer Schwestern wurden von August Wilhelm Iffland ausgebildet und traten zwischen ca. 1803 und 1811 in Breslau in Theater- und Musikstücken auf. Auf Empfehlung Ifflands hatten sie in Karlsruhe gastiert, und Carolina Benda wurde dort angenommen.
Als geschätzte Darstellerin trat sie mit namhaften Künstlern ihrer Zeit überwiegend in Liebhaberinnen-Rollen bzw. als Heldin auf. Daneben hatte sie immer wieder auswärtige Engagements wie z. B. in Breslau, München, Mannheim, Wien, dort zuletzt am Leopoldstädter Theater im April 1821. 1832–1833 war sie Gastschauspielerin am Hoftheater Karlsruhe, wegen zunehmender Sehschwäche gab sie ihre Bühnenlaufbahn schließlich auf und, unterstützt von ihrem Freundeskreis, verbrachte sie die Folgejahre ganz in Karlsruhe, wo sie sich für die gründliche Musik- und Spracherziehung des Nachwuchses einsetzte.
Die Schauspielerin und Autorin Karoline Bauer verwendete Carolina Bendas Biographie teilweise in ihren Memoiren „Verschollene Herzensgeschichten – Stella“: allerdings wurde sie darin „Amalie Benda“ genannt, nicht zu verwechseln mit Carolina Bendas Cousine, der Schauspielerin Amalia Carolina Louisa Benda, Tochter von Hermann Christian Benda, Hofschauspieler u. -sänger in Weimar unter Goethe.

## Bühnenrollen (Auswahl)
- Amenaide in Tancred von Johann Wolfgang von Goethe
- Prinzessin Eboli in Don Karlos von Friedrich Schiller
- Miranda in Bayard von August von Kotzebue
- Maria in Clavigo von Johann Wolfgang von Goethe
- Cordelia in König Lear von William Shakespeare
- Rosine in Der Wasserträger von Luigi Cherubini
- Fatima in Oberon von Paul Wranitzky
- Zerlina in Don Giovanni von Wolfgang Amadeus Mozart
- Alcina in Alcina von Georg Friedrich Händel
- Despina in Così fan tutte von Wolfgang Amadeus Mozart
- Ariadne in Ariadne auf Naxos von Georg Anton Benda
- Elise von Valberg in Elise von Valberg von August Wilhelm Iffland
- Louise in Kabale und Liebe von Friedrich Schiller
- Ophelia in Hamlet von William Shakespeare
- Amalia von Edelreich in Die Räuber von Friedrich Schiller
- Gretchen in Der Vorsatz von Franz Ignaz von Holbein
- Rose in Zwei Worte oder Die Nacht im Walde von Benoît-Joseph Marsollier des Vivetières
- Lucilie in Die Schatzgräber von  Étienne-Nicolas Méhul
- Guliru  in  Das unterbrochene Opferfest von Peter von Winter/Franz Xaver Huber
- Florine in Fanchon von August von Kotzebue
- Hannchen in Die Jagd von Johann Adam Hiller

## Erläuterungen
1. ↑  Gesamtkirchenbuch 1786–1788 S. 109
2. ↑  Joseph von Eichendorffs Tagebucheintrag von Oktober 1809: „Die ältere Mlle: Benda mit den schönen, wal(d)tierischen Augen die Eboli, besonders die Scene mit Carlos, vortrefflich.“
3. ↑  Erinnerungsblätter aus dem Leben und Künstlerwirken der Frau Amalie Haizinger geb. Morstadt, Verlag der D. R. Marr'schen Buch- und Kunsthandlung, Carlsruhe und Baden, 1836, S. 7, 13, 14, 24 Volltext bei Google Books
4. ↑  Königliches Hof- und Nationaltheater: 1812, Verlag Wolf bei Google-Books
5. ↑  Oscar Fambach: Das Repertorium des Hof- und Nationaltheaters in Mannheim : 1804 – 1832, Band 1, Schriftenreihe Mitteilungen zur Theatergeschichte der Goethezeit Band 1, Bouvier Bonn, 1980 in Universitätsbibliotheken, nicht digitalisiert
6. ↑  Für Wien besteht Verwechslungsgefahr mit Sophia Carolinas jüngster Schwester Louisa Wilhelmina Justina Benda (ab 1823 Louise Haas), geb. 11.2.1798 in Berlin, Ifflands Patenkind – siehe Franz Lorenz S. 150 sowie z. B. biografiA: Lexikon österreichischer Frauen/Aufgenommene Frauen: Louise Benda, da in Literatur und Presse oftmals der Vorname weggelassen wurde.
7. ↑  Caroline Benda am Leopoldstädter Theater unter Wenzel Müller Volltext bei Google Books
8. ↑  Gastspiele Hoftheater Karlsruhe 1832-1833 bei Deutsche Digitale Bibliothek
9. ↑  möglicherweise auf Grund ihrer Amalia-Rolle in der Karlsruher Aufführung von Die Räuber

| Personendaten    | Personendaten                        |
| ---------------- | ------------------------------------ |
| NAME             | Benda, Sophia Carolina               |
| KURZBESCHREIBUNG | deutsche Schauspielerin und Sängerin |
| GEBURTSDATUM     | 27. März 1787                        |
| GEBURTSORT       | Berlin                               |
| STERBEDATUM      | 8. Mai 1844                          |
| STERBEORT        | Karlsruhe                            |